# Шернский лес
Ше́рнский лес (Шеренский лес) — исторический лесной массив в Северо-Восточной Руси, локализуемый в районе Клязьмы южнее верхней Волги, либо в районе Медведицы севернее верхней Волги (западнее нынешнего Рыбинского водохранилища).

## Летописные упоминания
Шернский лес дважды упоминается Лаврентьевской летописью:
- при описании событий осени 1176 года (Ультрамартовский 6685 год)[2], когда Всеволод Большое Гнездо шёл из Владимира на помощь Москве, осаждённой Глебом Ростиславичем рязанским. Всеволод был встречен новгородскими послами за Переяславлем под Шернским лесом.
- как место убийства 4 марта 1238 года Василько Константиновича ростовского, взятого в плен в битве на Сити монголо-татарами и отказавшегося присягнуть им на верность[3].

## История исследований
Одно из решающих сражений русских дружин и войск под предводительством Бурундая состоялась 4 марта 1238 года на реке Сить. С местом, где произошла битва, неразрывно связан Шернский лес. Он упоминается в древнерусских произведениях и работах дореволюционных исследователей. О нём говорят летописи — Лаврентьевская, пишет С. А. Мусин-Пушкин в книге «Очерки Моложскаго уѣзда»; журнал «Военное обозрение» в сборниках 1913 и 2014 года; церковные книги; лес упоминается в произведениях Бестужева-Рюмина. В. Жуковский пишет о Ситской битве и обозначает Шернский лес в Истории государства Российского как место гибели от ордынских воинов защитников Владимирско-Суздальского княжества и князей — Великого Князя Юрия II Всеволодовича и главы ростовского княжества — князя ростовского Василько Константиновича.
Русский историк Александр Васильевич Экземплярский, составивший авторитетнейший источник в 2-х томах о жизни и деятельности русских князей в период феодальной раздробленности — книгу «Великие и удельные князья cеверной Руси в татарский период», также упомянул о местонахождении Шернского (или Шеринского) леса, предположив, что лес с таким названием мог находиться как при реке Ширинке, так и возле реки Шерна.
Река Сить протяжённостью 159 км протекает в Ярославской и Тверской областях, её исток находится в болотистых краях Сонковского района Тверской области, а устье — река Молога в 50 км выше города Мологи в Ярославской области.
Мусин-Пушкин отмечал в книге «Очерки моложскаго уѣзда», вышедшей в 1902 году:

Къ сожалѣнію, столь важное для исторіи моложскаго края событіе, какъ знаменитая ситская битва, закончившая покореніе южной и центральной Руси татарами и явившаяся гранью ихъ дальнѣйшаго движенія на сѣверъ, такъ мало еще изслѣдована археологическими изысканіями и изученіемъ источниковъ, что по вопросу о ней ничего неизвестно яснаго, точнаго и опредѣленнаго. Не установлено даже, въ какомъ мѣстѣ на р. Сити происходилъ бой. …князь Василько за отказъ измѣнить веру былъ замученъ татарами въ Ширенскомъ лѣсу, на границе Угличскаго (якимовская волость) и Романово-борисоглебскаго уѣздовъ, гдѣ до сихъ поръ сохранилось названіе урочища Ширены и пустошь васили.
— Из книги «Очерки моложскаго уѣзда»
В среде исследователей Древней Руси не утихает дискуссия о том, в каком именно месте происходила Ситская битва, о её ходе и о передвижении войск в марте 1238 года, что говорит о важности происшедшего события, об отважности русских ратников, мужественно и отважно сражавшихся с превосходящими силами противника.

## В Поволжье
О нахождении леса в Поволжье писал С. М. Соловьёв:

у села Ширинское, прежде бывший монастырь, от Кашина в 23 верстах, от Калязина в 38—40, при реке Ширинке, впадающей в Медведицу, и теперь в лесной стороне.
- а также М. П. Погодин и Н. Н. Овсянников[9].
- Побывавший в тех местах русский советский писатель В. А. Чивилихин указывал более-менее точное местонахождение леса:

Если известны расстояния между двумя точками, — Калязиным и Кашиным — двадцать километров, и расстояния от этих пунктов до Ширенского леса — от Кашина примерно двадцать четыре километра, от Калязина — сорок, то мы найдем точное место, где был 4 марта 1238 года казнен Василько Ростовский, захваченный в плен на Сити… А от места битвы на Сити до Ширенского леса примерно сто километров замерзшими ручьями и речками водораздельного Бежецкого верха — на северо-востоке Калининской области.
- Существует версия локализации упомянутого летописью под 1238 годом Шернского леса «у Рыбинской луки р. Волги»[11] (до создания Рыбинского водохранилища).

В начале периода март 1176—февраль 1177 годов Лаврентьевская и Новгородская летописи описывают события, связанные со сражением под Юрьевом 27 июня, в его конце — связанные с сражением на Колокше в конце зимы 1176/77, но между ними описание существенно разнится.
| Лаврентьевская летопись | Новгородская первая летопись старшего извода |
| --- | --- |
| В то же лѣт̑ приведоша Ростовци и болѧре Мстислава Ростиславича из Новагорода…Бъ҃ поможе Всеволоду Юрьѥвичю мс̑цѧ июнѧ въ к҃з дн҃ь на памѧт̑ стаг̑ Сампсона страньноприимцѧ…Мьстиславу же прибѣгшю Новугороду…и не приӕша ѥго | И потомь позваша и ростовьци къ собе, и иде Ростову съ дружиною своею, а сынъ остави въ Новегородѣ; и приде Ростову. И въ то врѣмя умьрлъ бяше Михалко; и поиде съ ростовьци и съ суждальци къ Володимирю, и постави Всѣволодъ съ володимирьци и съ переяславьци противу его пълкъ, и бишася, и паде обоихъ множьство много, и одолѣ Всѣволодъ. И възвратися Мьстиславъ въ Новъгородъ, и не прияша его новгородьци, нъ путь ему показаша и съ сыномь съ Святославомь |
| ѡн же ѣха из Новагорода Рѧзаню и подъмолви Глѣба Рѧзаньскаго кнѧзѧ зѧтѧ своѥго Глѣбъ же на ту ѡсень приѣха на Московь и пожже городъ весь и села кнѧзь же Всеволодъ поѣха к нему и бъıвшю ѥму за Переӕславлемъ подъ Шерньскъıмъ лѣсом̑ в то же времѧ приѣхали к нему Новгородци Милонѣжькова чадь и рекоша ѥму кнѧже не ходи без Новгородьскъıх̑ сн҃овъ поиди на нь ѡдиноӕ с нами кнѧзь же Всеволодъ послушавъ Новгородець възложивъ оупованьє на Ба҃ и на ст҃ую Бц҃ю възвратисѧ Володимерю а Глѣбъ пожегъ Москву иде Рѧзаню | и пояша новгородьци у Всеволода сынъ собе Ярослав |
| Тогож̑ лѣт̑ На зиму иде кнѧзь Всеволодъ на Глѣба к Рѧзаню…поможе Бъ҃ и ст҃аӕ Бц҃ѧ Всеволоду кнѧзю в понедѣлник̑ Ѳеѡдоровъı недѣли и възвратисѧ с побѣдою великою в Володимерь… | На ту же зиму иде Мьстислав съ зятьмь съ Глѣбомь и съ братомь Яропълкомь на Суждаль, и бишася за Калакшею, и ту побѣдиша рязанце, и яша князя Глѣба и съ сыномь и Мьстислава съ братомь Яропълкомь, порубиша я. |

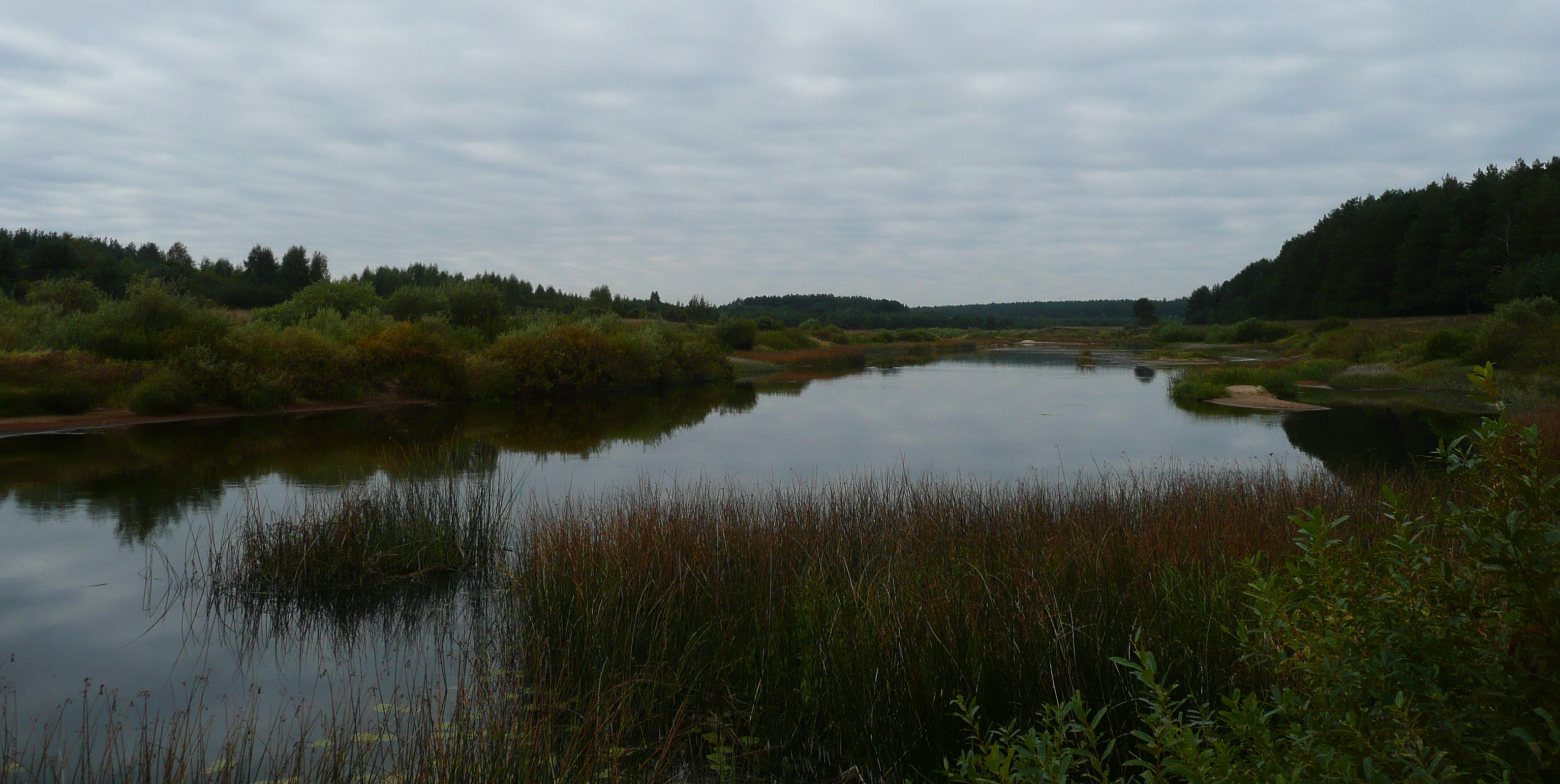
Пейзаж у реки Медведицы в Поволжье

С точки зрения владимирского летописца за Переяславлем находились территории, расположенные на кратчайшем пути от Владимира к Новгороду, в том числе в бассейне р. Медведицы, а в основе Лаврентьевской летописи до 1185 года лежала Владимирская летопись.

## В Подмосковье

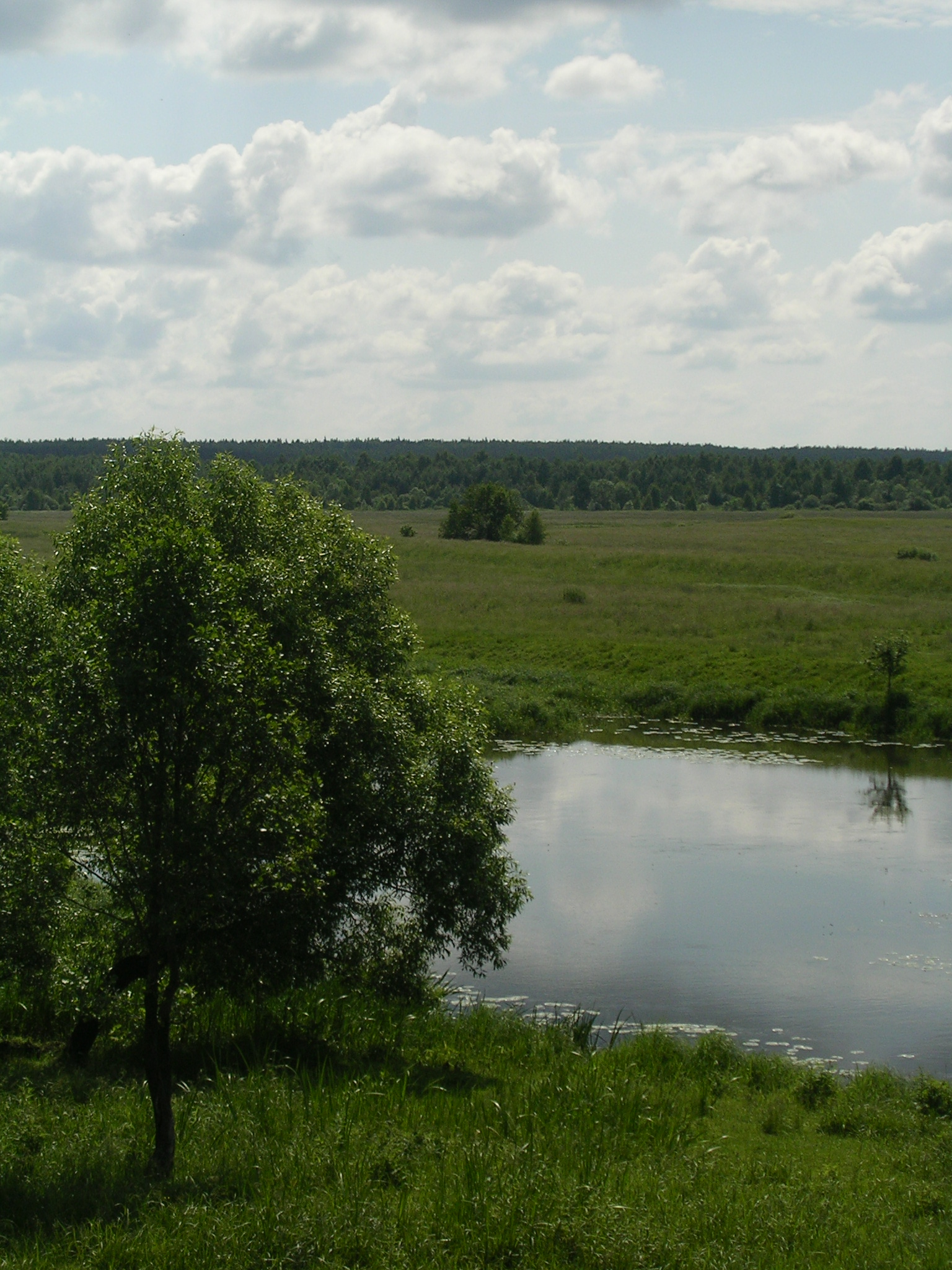
Пейзаж у реки Шерны в Подмосковье

В некоторых работах историков XIX века место гибели русских князей связано с Московской областью. Отмечая в этих краях обилие лесов (двенадцатитомное издание «Москва в ее прошлом и настоящем», вып.1. Ч.1. Т.1), особенно на западе, на Москва-реке и на верхней Клязьме, упоминается Ширенский лес: «линия лесов заканчивается знаменитым Ширенским лесом, в котором погиб князь Юрий Всеволодович, спасаясь от татар после поражения на Сити».
Лес локализуется в районе рек Шерны и Ширенки, причём иногда не только для первого, но и для второго упоминаний.
В Писцовой книге 1623/24 годов в этих местах упоминается Шеренское городище, соответствующее упомянутому в завещании Дмитрия Донского городу Шерна.
Шернский лес в контексте событий 1177 года — вероятно, лес вдоль реки Шерны почти от Переславля-Залесского (Ярославской область) и до впадения в Клязьму.
Неизвестный автор в «Археологической заметке по Московской епархии», опубликованной в 1896 году, пишет:

Прилегающая теперь мимо Сергиевой Лавры дорога на Переславль не могла существовать даже в половине XIV в., потому что и к самой пустыни преподобного Сергия долго не было никакой дороги, и сообщение Москвы с Переславлем производилось, вероятно, по Стромынской дороге до Шернскаго леса, а от Шернскаго леса до Переславля была дорога ещё в 1177 г.
— Алексей Симонов. «Древние пути восточного Подмосковья»
В самом центре Шернского леса на речке Ширенке, впадающей в реку Шерну, в XI—XIII и XIV—XVII веках был городок с названием Шерна (Шерно). Крепостной вал частично сохранился до настоящего времени. Местоположение городка сегодня — возле села Могутово, Фряновский городской округ. Следы древнего городка открыл С. З. Чернов, впоследствии проведший исследование совместно с археологом А. А. Юшко в 1980—2000-х годах. По археологическим данным, городок представлял собой укреплённый общинный центр, вокруг которого располагались селища-посады. Он упоминается в Духовных грамотах великий князей: Дмитрия Ивановича, Ивана Васильевича III, а также в духовной грамоте царя Ивана Васильевича.
Поселения в Древней Руси возникали, как правило, в тех местах, где существовал какой-либо промысел и имелось торговое сообщение. Учёные предполагают, что городок Шерна был одним из центров на торговом пути из Переславля на юг к Клязьме через Шернский лес. На исторических картах XIV—XVII вв., составленных по материалам С. Б. Веселовского эта местность называется «стан Шеренский и Отъезжий». Именно поэтому, считает Алексей Симонов, Чернов З. С. идентифицирует Могутновский археологический комплекс с Шерной-городком, упоминавшимся в грамотах (духовных и договорных) великих московских князей, а Шернский лес событий 1177 года именуется в них лесом вдоль реки Шерны. Учёные предполагают, что городок был центром, связанным с княжеской властью, и входил в состав переяславских земель, а затем перешёл во владение к князю Петру Дмитриевичу (сын князя Дмитрия Донского). Во второй половине XIII, первой четверти XIV веков городище было центром волости, находившейся в пограничной новгородско-суздальской зоне. Торговый путь вдоль реки Шерны на юг из Переславля в Москву, Коломну и Рязань, возможно, был одним из самых древних путей северо-восточной Руси
Описание Шеренской волости в 1543 году не содержит сведений о городке Шерна (Шорна). В писцовой книге 1623—1634 годов упоминается деревня Могутово в таком виде: «Могутово Шеренское городище тож», его местонахождение указано в пределах Владимиро-Суздальского княжества.
Лингвист Матвеев А. К. связывает этимологию слова с основой, состоящей из лексем, входящих в финно-волжскую и марийскую словообразовательные системы, а также присутствовавших в языке племени меря. Они были переработаны в этимологии русского языка и адаптированы из-за отсутствия явно выраженных соответствий мерянских топоформантов.
Сегодня «Городище Могутово» (Могутновский комплекс) — объект археологического наследия в Московской области Щёлковского района. Памятник археологии федерального значения (Приказ Министерства культуры Московской области от 31.12.1998 № 346) возле деревни Могутово. Находится в 5 км к юго-востоку от посёлка городского типа Фряново, в 550 м к северо-западу от деревни Могутово и в 1,5 км к западу от деревни Ерёмино.
Разночтения в датах Лаврентьевской и Ипатьевской летописях привели к тому, что Тверь и Ярославль оспаривают место, где произошла Ситская битва. Одни исследователи считают, что битва прошла на восточном низовье реки Сить в ярославских землях. Другие полагают, что она была в тверском верховье реки на западе.
Битва на реке Сить 1238 года, по мнению некоторых учёных (З. С. Чернов, А. Симонова, кандидат исторических наук Константин Иванович Комаров, сотрудник Института археологии РАН и другие), могла состояться только в верховьях реки Сить, а «Шернский лес точно локализуется летописной записью 1177 года» (Комаров К. И.) в пределах Московской и Владимирской областей, что, по мнению Комарова, подтверждает цитата из трудов Карамзина: «Река Шерна впадает в Клязьму в Московской губернии в Богородской округе», поскольку название Шернский лес — топоним, связанный с названием реки.